# Jaskinia Pod Wierzbą
Jaskinia pod Wierzbą – jaskinia na zboczu Kępy Fortecznej, na pograniczu grudziądzkiej dzielnicy Małe Tarpno a wsią Nowa Wieś. Znajduje się w obrębie tego samego piaskowca tworzącego Jaskinię Klonową.
Pod względem geograficznym znajduje się w mezoregionie Kotlina Grudziądzka, wchodzącego w skład makroregionu Dolina Dolnej Wisły.

## Geneza
Jaskinia powstała w plejstoceńskich zlepieńcach i piaskowcach różnoziarnistych na skutek erozji wodnej, wietrzenia i grawitacyjnego spełzywania pakietów skalnych.

## Opis
Nazwa pochodzi od wierzby rosnącej nad wejściem do jaskini, której obecnie już nie ma. Jaskinia posiada otwór wejściowy zlokalizowany ok. 4 m wyżej i 12 m na zachód od Jaskini Klonowej. Wejście ma wymiary 35 cm wysokości i 1 m szerokości. W głębi za 2,5-metrowym korytarzykiem znajduje się komora o wymiarach 7 na 3 m i wysokości 1 m. Dno jaskini jest suche, wyścielone żwirem i piaskiem. Łączna długość korytarzy to 12 m.
Miejsce to jest nieoznakowane turystycznie.